# Malia Steinmetz
Malia Rose Steinmetz (* 18. Januar 1999 in Auckland) ist eine neuseeländische Fußballspielerin.

## Karriere

### Klub
Anfang Februar 2019 wechselte sie von Forrest Hill Milford United zu den Northern Lights. Nach der dortigen Saison 2020 schloss sie sich im Dezember 2020 dann anschließend dem australischen Franchise Perth Glory an. Seit September 2021 steht sie nun bei den Western Sydney Wanderers unter Vertrag.

### Nationalmannschaft
Im Oktober 2016 nahm sie mit der U17 an der Weltmeisterschaft 2016 teil. Bei der U20 stand sie im November des Jahres dann auch nochmal bei deren Weltmeisterschaft im Kader, kam hier aber nicht zum Einsatz. Bei der U-20-Weltmeisterschaft 2018 wiederum kam sie dann in allen Spielen der Mannschaft zu Einsatzzeit.
Ihr Debüt für die A-Nationalmannschaft hatte sie am 28. November 2017, als sie bei einem 5:0-Sieg über Thailand eingewechselt wurde. In den nächsten Jahren folgten dann auch noch ein paar weitere Einsätze bei Freundschaftsspielen und Einladungsturnieren.
Am 30. Juni wurde sie für den Kader der Mannschaft bei der Weltmeisterschaft 2023 nominiert, kam in jedem der drei Spiele ihres Teams zum Einsatz und schied mit ihrer Mannschaft nach der Vorrunde aus.